# Nicolás Schiappacasse
Nicolás Javier Schiappacasse Oliva, abrégé Nicolás Schiappacasse né le 12 janvier 1999 à Montevideo en Uruguay, est un footballeur uruguayen, possédant également la nationalité italienne. Il évolue au poste d'attaquant avec le CA Belgrano, en prêt de La Luz FC.

## Carrière

### En club
Nicolás Schiappacasse rejoint l'Atlético Madrid lors du mercato estival 2016. Il est intégré pour la première fois à la feuille de match de l'équipe première à la fin du mois de novembre 2016 pour un match contre Osasuna.

### En sélection
Il participe au championnat de la CONMEBOL des moins de 20 ans en 2017. Lors de cette compétition, il inscrit trois buts : contre l'Argentine, le Pérou, et la Colombie. Il est ensuite sélectionné pour participer à la coupe du monde des moins de 20 ans 2017.
En janvier 2019, il est sélectionné par Fabián Coito (en) pour à nouveau disputer l'édition 2019 du championnat de la CONMEBOL des moins de 20 ans. Avec 4 buts en 9 matchs, il est le meilleur buteur de son équipe lors du tournoi. L'équipe d'Uruguay, arrivée troisième, est ainsi qualifiée pour la Coupe du monde des moins de vingt ans 2019.
Lors du premier match de cette Coupe du monde face à la Norvège, il délivre une passe décisive pour Brian Rodriguez (en), puis inscrit un but face lors du match suivant face au Honduras. Entré en jeu lors des huitièmes de finale, il ne peut éviter la défaite son équipe face à l'Équateur.

## Statistiques
| Saison                | Club                  | Championnat           | Championnat | Championnat | Coupe(s) nationale(s) | Coupe(s) nationale(s) | Compétition(s) continentale(s) | Compétition(s) continentale(s) | Compétition(s) continentale(s) | Total | Total |
| Saison                | Club                  | Division              | M.          | B.          | M.                    | B.                    | Comp.                          | M.                             | B.                             | M.    | B.    |
| 2014-2015             | River Plate           | Primera División      | 7           | 1           | 0                     | 0                     | -                              | -                              | -                              | 7     | 1     |
| 2015-2016             | River Plate           | Primera División      | 17          | 3           | 0                     | 0                     | CL                             | 8                              | 0                              | 25    | 3     |
| Sous-total            | Sous-total            | Sous-total            | 24          | 4           | 0                     | 0                     | -                              | 8                              | 0                              | 32    | 4     |
| 2016-2017             | Atlético Madrid B     | Tercera División      | 14          | 3           | -                     | -                     | -                              | -                              | -                              | 14    | 3     |
| Sous-total            | Sous-total            | Sous-total            | 14          | 3           | -                     | -                     | -                              | -                              | -                              | 14    | 3     |
| Total sur la carrière | Total sur la carrière | Total sur la carrière | 38          | 7           | 0                     | 0                     | -                              | 8                              | 0                              | 46    | 7     |

## Palmarès
Il remporte le championnat de la CONMEBOL des moins de 20 ans en 2017 avec la sélection uruguayenne.